# Hilde Lion
Hilde Gudilla Lion (* 14. Mai 1893 in Hamburg; † 8. April 1970 in Hindhead/Surrey, Großbritannien) war eine deutsche Soziologin und Gründerin einer Schule in England.

## Leben
Hilde Lion war das dritte von vier Kindern einer seit vielen Generationen in Hamburg ansässigen jüdischen Kaufmannsfamilie. Sie erhielt die für Mädchen ihres Standes seinerzeit übliche Lyzeumsbildung, die sie auf eine Tätigkeit als Lehrerin vorbereitete. Für kurzer Zeit war Lion als Lehrerin tätig und erlebte so hautnah das Elend der Unterschichtskinder. Anschließend entschloss sie sich für das Studium zur Wohlfahrtspflegerin, das sie am neu gegründeten Sozialpädagogischen Seminar in Hamburg absolvierte. Diese Bildungsinstitution wurde von Gertrud Bäumer und Marie Baum geleitet.
Hilde Lion trat der Deutschen Demokratischen Partei bei. Als Parteisekretärin arbeitete sie vom Dezember 1918 bis April 1919 in Hamburg und vom November 1914 bis September in Frankfurt am Main an der Aufgabe, den großen Kreis der der Partei zuströmenden Frauen zu organisieren. Ferner unterstützte sie Ida Dehmel bei der Herausgabe der Briefe des Dichters Richard Dehmel.
Folgend studierte Lion Volkswirtschaft an den Universitäten in Freiburg, Berlin und Köln. In Köln wurde sie 1924 bei Leopold von Wiese zum Dr. rer. pol mit der Dissertation „Die klassenkämpferische und die katholisch-konfessionelle deutsche Frauenbewegung“ promoviert. Bedingt durch ihre wissenschaftliche Untersuchung kam sie in persönlichen Kontakt u. a. zu Clara Zetkin, Hedwig Dransfeld und Bertha Pappenheim.
Ab 1925 unterrichtete die junge promovierte Volkswirtin Pädagogik und Methodik an dem von Anna von Gierke gegründeten Sozialpädagogischen Seminar des Vereins Jugendheim in Charlottenburg, das ein weit verzweigtes Netz von Betreuungseinrichtungen unterhielt.
1928 wurde sie Studienleiterin und 1929 die erste und einzige Direktorin der Deutschen Akademie für soziale und pädagogische Frauenarbeit, die von Alice Salomon ins Leben gerufen wurde. Im Vorstand der Weiterbildungs- und Forschungseinrichtung für typische Frauenberufe saßen neben der Vorsitzenden Alice Salomon Charlotte Dietrich, Gertrud Bäumer, Marie Baum, Lilli Droescher, Hildegard von Gierke, Helene Weber, Anna von Gierke, Siddy Wronsky, Eduard Spranger, Wilhelm Polligkeit u. a., insgesamt 25 Personen und 28 Organisationen vom Deutschen Akademikerinnenbund über soziale Berufsvereinigungen bis zum Fröbel-Verband und zum Lette-Verein. Viele bedeutende Wissenschaftlerinnen der Zeit konnte die Studienleiterin für Vorträge gewinnen: Gertrud Bäumer, Helene Weber, Marie Baum, Eduard Spranger, Romano Guardini u. a. sprachen über soziale, ethische, religiöse, philosophische und literaturwissenschaftliche Themen. So hielt beispielsweise Guardini im Februar 1932 einen vielbeachteten Vortragszyklus über den russischen Schriftsteller Fjodor Michailowitsch Dostojewski.
Neben ihrer Tätigkeit in der Aus- und Weiterbildung für typische Frauenberufe engagierte sich Lion noch in der deutschen Frauenbewegung, war u. a. Vorsitzende der „Vereinigung der Dozentinnen an sozialpädagogischen Lehranstalten“ und legte zahlreiche Veröffentlichungen zur Frage der Ausbildung für die Soziale Arbeit, zur Frauenbewegung sowie zum freiwilligen Arbeitsdienst von Mädchen und Frauen vor.
Da Lion jüdischer Abstammung war, wurde bald nach der Machtübernahme von den Nationalsozialisten ihre Entfernung aus der Akademie verlangt. Der Vorstand der Akademie, unter ihnen auch Gertrud Bäumer, beschloss daraufhin die Auflösung des Instituts. Lion musste 1933 die Frauenakademie verlassen und emigrierte nach England. Ihre damalige Lebenspartnerin Emmy Wolff (von der sie sich später privat – nicht beruflich – trennte, um mit der Musikpädagogin Luise Leven zusammen zu leben) folgte ihr 1935. In England gründete Hilde Lion mit Unterstützung der Quäker – vor allem von Bertha Bracey und dem von ihr geleiteten Germany Emergency Committee – die Stoatley Rough School, die sie bis zur Schließung 1960 leitete. Wichtige Partnerinnen beim Aufbau und Betrieb der Schule waren neben Luise Leven und Emmy Wolff noch Eleonore Astfalck und Johanna Nacken. Die von Lion „gegründete Heimschule im Exil zeichnete sich unter den in Großbritannien relativ zahlreichen vergleichbaren Einrichtungen durch eine professionelle Betreuung auch kleinerer und schwieriger Kinder seitens sozialpädagogischer Fachkräfte sowie durch die reiche Organisation interkultureller Angebote (Theateraufführungen, Konzerte, Literaturkurse) für das einheimische Publikum aus.“.
„Das Gemeinschaftsleben des Internats wird so gestaltet, dass Unterschiede im Glauben, der Nationalität und der Sprache überwunden werden, um das zu erreichen, wird die Tradition der Kameradschaft, Initiative und disziplinierte Selbstverantwortung gefördert.“
Hilde Lion arbeitete eng mit Gertrud Bing, der späteren Leiterin des Warburg Institutes, zusammen. Gemeinsam setzten sie sich für eine Förderung der Familie Helmut Kuhn ein und sorgten dafür, dass der Sohn Reinhard die Stoatley Rough School in Haslemere besuchen konnte. Einen Teil des Schulgeldes bezahlte Anita Warburg. Der ausführliche Briefwechsel zwischen Hilde Lion, Gertrud Bing und Helmut Kuhn vermittelt einen tiefen Einblick in die Pädagogik der Stoatley Rough School und deren Schulleitung.
Nach 1945 besuchte Lion öfters Deutschland, um sich u. a. mit den ehemaligen Jugendheimern zu treffen. Eine Rückkehr in ihr Herkunftsland erwog sie nicht.

## Werke
- Werdende. Zur Charakteristik der Sozialschülerinnen, in: Die Frau, 25 (1918), S. 267 ff.
- Zur Problematik einer Frauenpartei, in: Die Frau, 32 (1925), S. 138 ff.
- Zur Soziologie der Frauenbewegung. Die sozialistische und die katholische Frauenbewegung. Herbig, Berlin 1926
- Fragen der sozialpädagogischen Ausbildung, in: Die Frau, 35 (1928), S. 674 ff.
- Die allgemeinen[9] Frauenzeitschriften in Deutschland, in Emmy Wolff, Hg.: Frauengenerationen in Bildern. Herbig, Berlin 1928, S. 108–115
- Richtlinien für die Lehrpläne der Wohlfahrtsschulen, in: Die Frau, 1 (1930), S. 50 f
- Die Ausbildung zum sozialen Beruf, in: Die Frau, 38 (1931), S. 363 ff.
- Freiwilliger Arbeitsdienst für Mädchen, in: Deutsche Lehrerinnenzeitung, 49 (1932), S. 360 ff.
- Erwerbslos, aber nicht arbeitslos, in: Die Deutsche Lehrerinnenzeitung, 49 (1932), S. 7 ff.